# Andris Vilks
Andris Vilks   (Riga, 15 de juny de 1963 - 28 d'abril de 2024) va ser un polític letó, membre del partit Unitat, que fou Ministre de Finances de Letònia entre 2010 i 2014. El 2015 fou nomenat director de la Biblioteca Nacional de Letònia.